# Sury-aux-Bois
Sury-aux-Bois ist eine französische Gemeinde im Département Loiret in der Region Centre-Val de Loire. Sie hat 775 Einwohner (Stand: 1. Januar 2022), die sich Suryens nennen. Sury-aux-Bois gehört zum Arrondissement Orléans und zum Kanton Châteauneuf-sur-Loire.

## Geographie
Sury-aux-Bois liegt etwa 33 Kilometer ostnordöstlich von Orléans am Canal d’Orléans und dem Flüsschen Motte Bucy. Umgeben wird Sury-aux-Bois von den Nachbargemeinden Nesploy im Norden, Bellegarde und Quiers-sur-Bézonde im Nordosten, Auvilliers-en-Gâtinais im Osten und Nordosten, Châtenoy im Osten und Südosten, Saint-Martin-d’Abbat im Süden, Vitry-aux-Loges im Südwesten, Combreux im Westen sowie Nibelle im Nordwesten.

## Bevölkerungsentwicklung
| 1962                       | 1968 | 1975 | 1982 | 1990 | 1999 | 2006 | 2018 |
| -------------------------- | ---- | ---- | ---- | ---- | ---- | ---- | ---- |
| 475                        | 421  | 387  | 392  | 433  | 508  | 689  | 791  |
| Quellen: Cassini und INSEE |      |      |      |      |      |      |      |

## Sehenswürdigkeiten

Kirche Saint-Georges

- Kirche Saint-Georges